# Smiljan Gluščević
Smiljan Gluščević (Metković, 1952.), hrvatski arheolog.
Dolaskom u Zadar 1972. godine, upisuje studij arheologije i povijesti Filozofskog fakulteta Sveučilišta u Splitu. Zapošljava se u Arheološkom muzeju u Zadru na mjestu podvodnog arheologa. Bio je voditelj Odjela za podvodnu arheologiju, a kao muzejski savjetnik bio je ravnatelj Arheološkog muzeja u Zadru od 2010. do 2014. godine. U zvanju znanstvenog savjetnika naslovni je docent na pomorskom odjelu Sveučilišta u Zadru.

## Znanstveni rad
Od kraja sedamdesetih godina do danas kao službeno prvi zaposleni podvodni arheolog aktivno je sudjelovao u brojnim rekognisciranjima i istraživanjima lokaliteta na Jadranu:
- akvatorij Malog mora i Malostonskog kanala
- umaški akvatorij
- helenistička luka u Resniku kod Trogira
- antički brodolom kod Glavata na otoku Mljetu
- Prožurska luka na Mljetu
- hrid Čavlin kod Murtera
- luka antičke Isse
- luka antičke Narone
- luka antičkog Jadera, itd.

Vodio je međunarodno podmorsko istraživanje prigodom kojega je iz podmorja izvučena statua Apoksiomena koja je restaurirana i izložena u Muzeju Apoksiomena u Malom Lošinju. Nekoliko je godina bio i glavni urednik glasila Arheološkog muzeja Zadar "Diadora“.

## Objavljena djela
- Donja Neretva u antici, Matica hrvatska, ogranak u Metkoviću, 1996.
- Antički brodolom na grebenima kod otoka Silbe, Arheološki muzej Zadar, 2004
- Antička luka u Zatonu, Turistička zajednica Zaton, 2007.
- Podvodna arheologija, Sveučilište u Zadru, 2019.